# Інгуло-Кам'янка
Інгу́ло-Ка́м'янка — село в Україні, у Новгородківській селищній громаді Кропивницького району Кіровоградської області. Населення становить 816 осіб. Колишній орган місцевого самоврядування — Інгуло-Кам'янської сільської ради.

## Історія
Рік заснування невідомий. Вперше поселення Інгул згадується в документах Архіву Коша Запорозького за 1749 рік серед інших запорозьких містечок, як центр Інгульської паланки. На європейських картах 50-70-х рр. 18 ст. помилково зазначалося в різних місцях — суч. Петрового, Кривого Рогу і Верблюжки.
В 2-й пол. 18 ст. в Катеринославському намісництві місто Інгул, згодом Інгульськ було центром Інгульського повіту (згодом центр був перенесений у Кривий Ріг зі зміною назви повіту на Криворізький).
Станом на 1886 рік у містечку, центрі Новгородківської волості Олександрійського повіту Херсонської губернії, мешкало 3322 особи, налічувалось 560 дворових господарств, існувала православна церква, школа та 6 лавок, відбувались базари по неділях.
До більшовицького перевороту, у селі існувало 3 церкви — Святого Миколая (перша відома метрична книга 1797 р.), Симеоно-Ганнинська (1897 р.) і Успіння Пресвятої Богородиці (1918 р.). Під час панування більшовиків, всі три святині було знищено. Священик Симеоно-Ганнинської церкви — о. Кульчицький Євген Ксенофонтович на 1930 р.
Під час організованого радянською владою Голодомору 1932—1933 років померло щонайменше 211 жителів села.

## Населення
Згідно з переписом УРСР 1989 року чисельність наявного населення села становила 960 осіб, з яких 473 чоловіки та 487 жінок.
За переписом населення України 2001 року в селі мешкало 819 осіб.

### Мова
Розподіл населення за рідною мовою за даними перепису 2001 року:
| Мова       | Відсоток |
| ---------- | -------- |
| українська | 96,81 %  |
| російська  | 2,33 %   |
| молдовська | 0,61 %   |
| білоруська | 0,12 %   |
| болгарська | 0,12 %   |

## Уродженці
- Катерина Георгіївна Горчар (Ковальчук) (* 5 серпня 1957) — українська поетеса.
- Німенко Андрій Васильович (20 червня 1925 — †1 лютого 2006) — відомий український скульптор, мистецтвознавець, письменник. Член Національних спілок письменників і художників України, кандидат мистецтвознавства (1955), заслужений діяч мистецтв Грузинської РСР (1969).
- Оксанич Федір Федорович (*22.04.1914-1997) — заслужений вчитель України, краєзнавець, автор книжок.
- Труд Андрій Іванович (1921—1999) — радянський льотчик-винищувач, Герой Радянського Союзу.
- Шаповал(-ов) Сергій Гаврилович (*15.05.1943) — член Союзу Художників України, учасник міських, обласних та національних виставок, комерційних виставок за кордоном.